# Miltogramma transvaalense
Miltogramma transvaalense är en tvåvingeart som beskrevs av Zumpt 1970. Miltogramma transvaalense ingår i släktet Miltogramma och familjen köttflugor. Inga underarter finns listade i Catalogue of Life.